# Durudzji
Durudzji (georgiska: დურუჯი) är ett vattendrag i Georgien. Det ligger i den östra delen av landet, 80 km öster om huvudstaden Tbilisi.